# Stigmatodactylus
Stigmatodactylus là một chi thực vật có hoa trong họ Lan.